# Пушкинскије Гори
Пушкинскије Гори (рус. Пушкинские Горы) насељено је место са административним статусом варошице (рус. посёлок городского типа) на западу европског дела Руске Федерације. Налази се у западном делу Псковске области и административно припада Пушкиногорском рејону чији је уједно и административни центар.
Према проценама националне статистичке службе за 2016. у вароши је живело 4.699 становника, или око 60% од укупне рејонске популације.
Статус насеља урбаног типа, односно варошице носи од 1960. године. Насеље је име добило у част великог руског песника Александра Сергејевича Пушкина.
На око 3 километра северозападно од варошице налазе се остаци средњовековног града Воронича. У близини се налази Светогорски манастир Успења Мајке Божије из 1569. године.

## Географија
Варошица Пушкинскије Гори налази се у западном делу Псковске области, на подручју Псковске низије, низводно од места где се у реку Великају улива њена десна притока Сорот. Западно од варошице налази се малено ледничко језеро Каменец. Варошица се налази на око 120 километара јужније од административног центра области Пскова, односно на око 60 км југоисточно од града Острова.

## Историја
Недалеко од средњовековне тврђаве Воронич, године 1569. основан је по налогу цара Ивана Грозног Светогорски манастир. Манастир, који је све до XVIII века био опасан дрвеним, а потом и каменим зидинама, служио је уједно и као утврђење на јужним границама Псковске земље. Око манастира се убрзо развило насеље које је по оближњем језеру добило назив Тоболенец. Након што манастир губи војно-политички значај током 1690-их, насеље око њега постаје важан трговачки центар.
Александар Пушкин чија породица је имала имање у оближњем Михајловском често је посећивао Светогорски манастир у периоду између августа 1824. и септембра 1826. године. Велики песник је и сахрањен на манастирском гробљу 18. фебруара 1837. године.
Слобода Тоболенец је 1925. добила садашњи назив Пушкинскије Гори (прим.перв. Пушкиново Брдо).

## Демографија
Према подацима са пописа становништва 2010. у вароши је живело 5.652 становника, док је према проценама националне статистичке службе за 2016. варошица имала 4.699 становника.
| 1939. | 1959. | 1970. | 1979. | 1989. | 2002. | 2010. | 2016. |
| ----- | ----- | ----- | ----- | ----- | ----- | ----- | ----- |
| 1.672 | 2.412 | 4.037 | 5.845 | 7.067 | 6.089 | 5.652 | 4.699 |